# Microdynerus exilis
Microdynerus exilis ist ein Hautflügler aus der Familie der Faltenwespen (Vespidae).

## Merkmale
Die Tiere erreichen eine Körperlänge von 6 bis 7,5 Millimetern. Beim Weibchen ist das erste Tergit grob punktiert und seitlich schwarz gefärbt, was sie von den Weibchen der ähnlichen Microdynerus timidus unterscheidet, deren Tergit seitlich rot gefärbt ist. Das Männchen hat ein unten gelb gefärbtes Scapus, und die Tibien der Vorderbeine sind hinten braun. Die Art kann von Microdynerus nugdunensis nur sehr schwer unterschieden werden.

## Vorkommen
Die Art kommt in Süd- und Mitteleuropa, nördlich bis nach Norddeutschland vor. Sie besiedelt trockene und temperaturbegünstigte, offene Lebensräume mit Sandböden. Die Tiere fliegen von Ende Mai bis Anfang August. Die Art kommt in Mitteleuropa verbreitet vor.

## Lebensweise
Das Nest wird in hohlen Stängeln von Brombeeren oder auch in verlassenen Käferbohrgängen angelegt, die in der Regel etwas über zwei Millimeter Durchmesser aufweisen. Die Zellwände werden aus Mark, vermischt mit Sand gefertigt. Die Brut wird wahrscheinlich mit Larven von Rüsselkäfern (Curculionidae) versorgt. Die Art wird von Chrysis gracillima parasitiert.